# Parque Nacional Inderkilla
O Parque Nacional Inderkilla é um parque nacional em Himachal Pradesh, na Índia, estabelecido em 2010. Cobre uma área de cerca de 104 km2 (40 sq mi). O parque nacional está localizado no distrito de Kullu, a 46,1 quilómetros de distância do Aeroporto Kullu Manali.